# サボ島

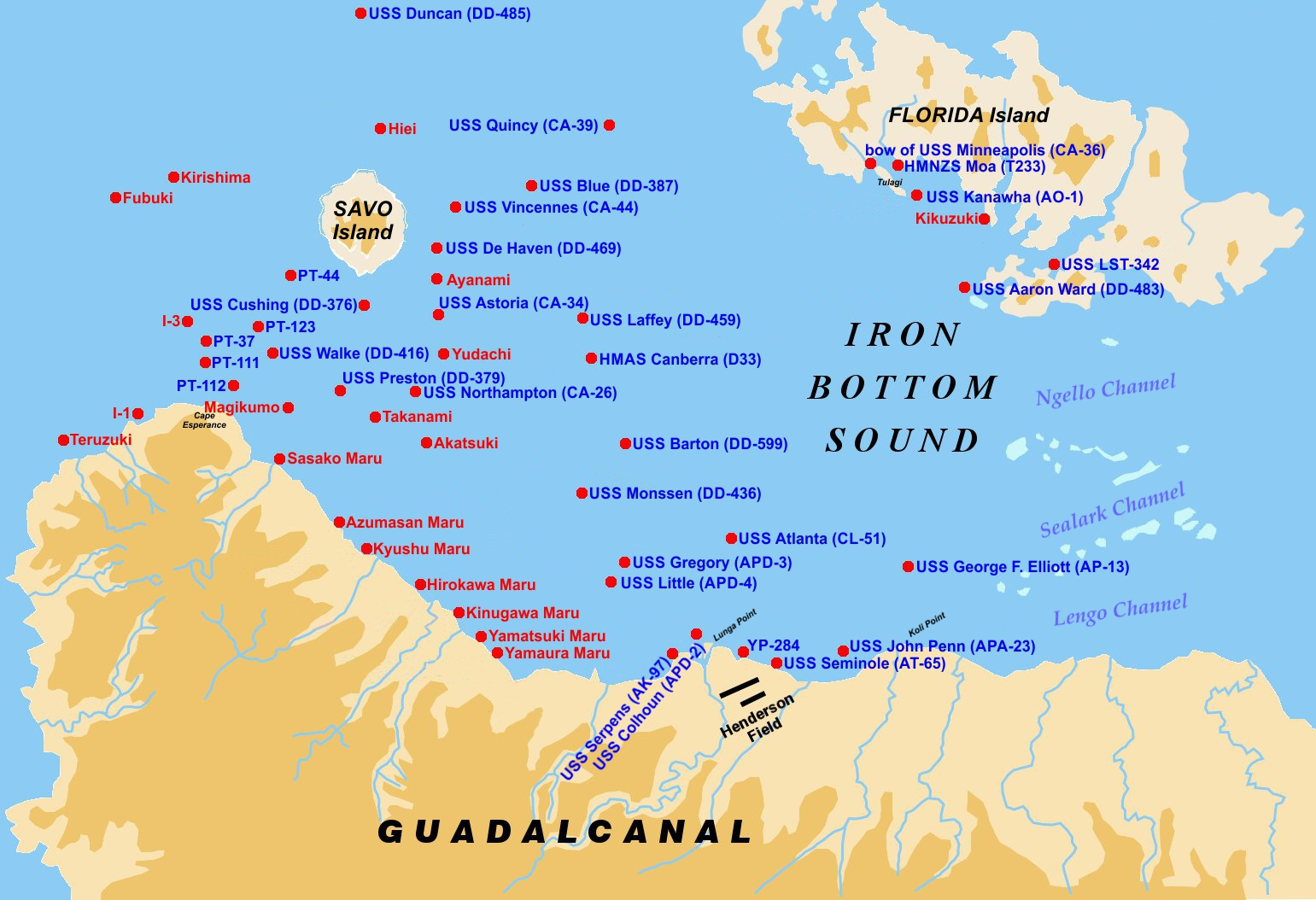
サボ島とガダルカナル島（南側）とフロリダ諸島（北東側）
「●」はIronbottom Soundに沈んだ船の位置

サボ島（サボとう、Savo Island）は、ソロモン諸島の面積31平方キロメートルの小さな火山島。サボ島はガダルカナル島北端の北東にある。中央州に属する。人口は3,137人（2009年国勢調査）。
第二次世界大戦中ガダルカナル島へ向かう日本の輸送部隊の護衛艦隊と、アメリカ合衆国海軍との間で数次にわたる戦闘（サボ島沖海戦）が行われたことで知られる。サボ島沖に沈んだ艦船は多く、アイアンボトム・サウンド(英語ではIronbottom Sound)（鉄底海峡）とあだ名される。70年以上がたつ現在でも海底に沈んだ船から流出した重油による海水汚染が問題になっているほどである。
直近では1835年から1850年に噴火した。その前は1568年に噴火している。

## 言語
この島では固有の言語であるサヴォサヴォ語が話されてきたが、近年若年層の話者人口は減少する傾向にある。

## 出身人物
- アラン・ケマケザ - 第7代首相（2001年 - 2006年）